# Droue-sur-Drouette
Ne doit pas être confondu avec Droué.
Droue-sur-Drouette est une commune française située dans le département d'Eure-et-Loir, en région Centre-Val de Loire.

## Géographie

### Situation
Le village est situé à 3 km à l'est d'Épernon.

Situation géographique
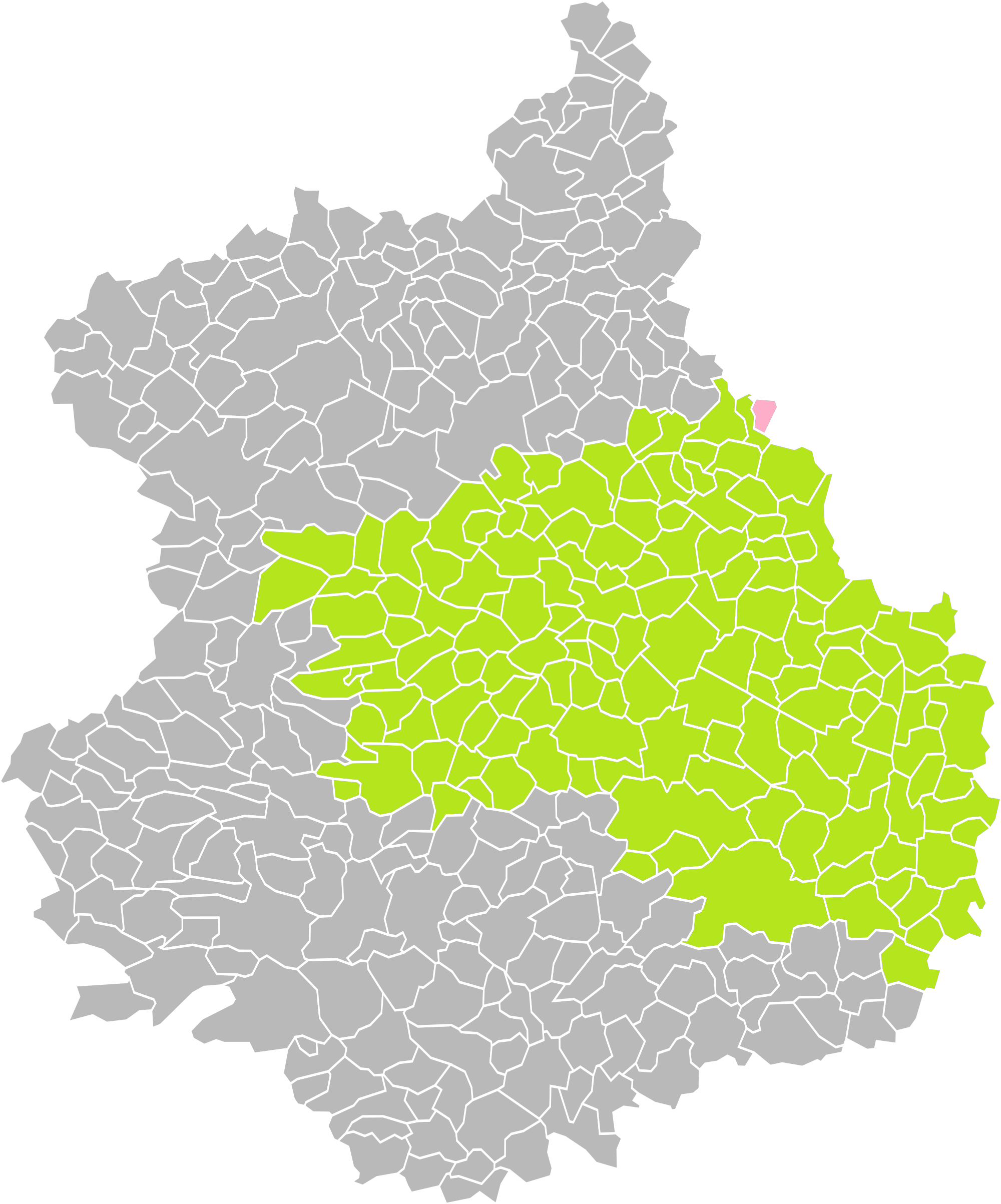
Droue-sur-Drouette dans son arrondissement.
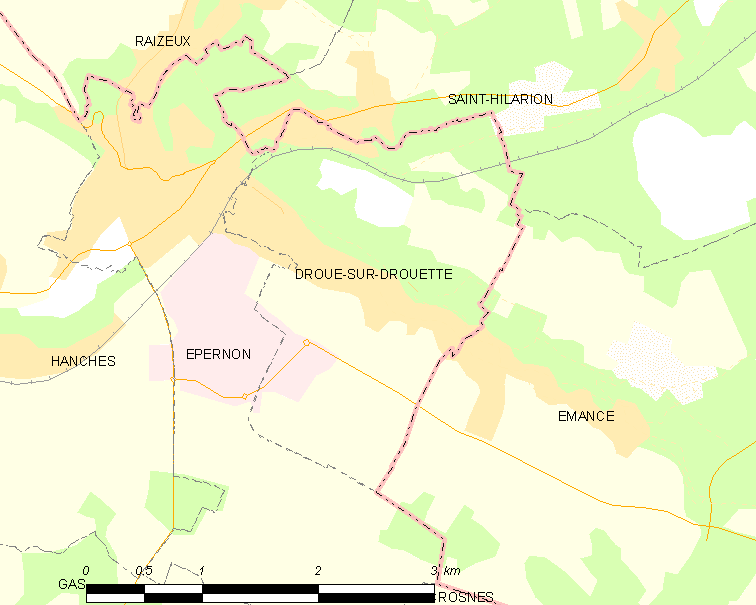
Carte de la commune de Droue-sur-Drouette.

### Lieux-dits et écarts
Les Marmouzets, le Hameau, le Petit Droue, le Haut de la Folie.

### Communes, département et région limitrophes
La commune est limitrophe du département des Yvelines, région Île-de-France (communes de Saint-Hilarion et d'Émancé).
| Épernon |                    | Saint-Hilarion (Yvelines) |
|         | Droue-sur-Drouette |                           |
|         | Épernon            | Émancé (Yvelines)         |

### Hydrographie

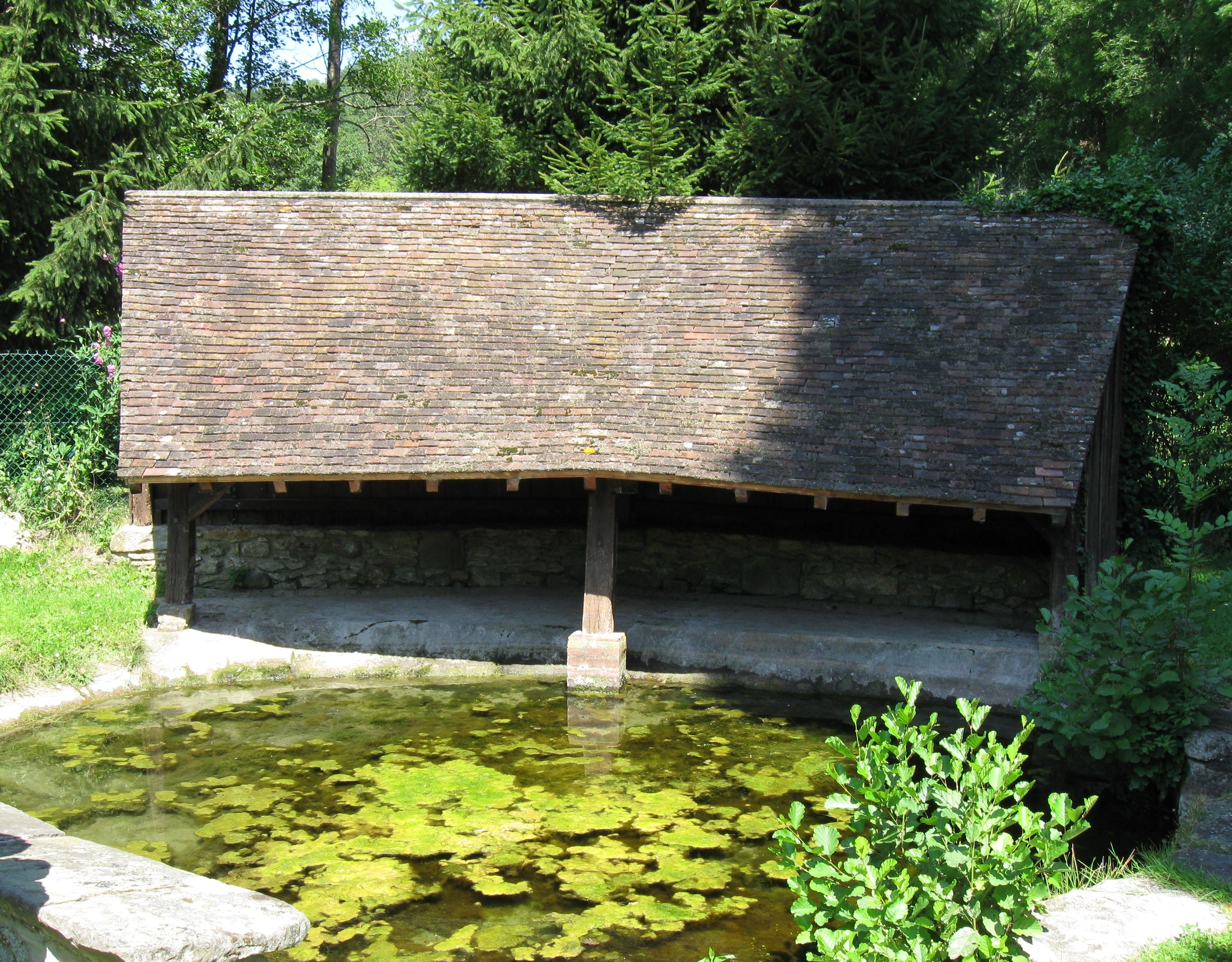
Le lavoir du Grand Droue.

Le village est traversé de part et d'autre par la rivière la Droue, que l'on retrouve à compter du début du XXe siècle sous le nom de Drouette ; elle s'est aussi appelée du nom de rivière de Saint Martin. Cette rivière prend sa source à l'étang de la Tour dans la commune de Rambouillet et se jette dans l'Eure. Elle se divise dans le village en rivière morte et en grande rivière. Un bief fut construit en 1840 pour alimenter le moulin du grand Droue. La rivière servit au flottage des bois.
Une seconde rivière, la Guéville, dite aussi rivière de Rambouillet, suit la limite de la commune avec celle de Saint-Hilarion.
Ces deux rivières subirent de nombreuses crues dont l'une des plus importantes fut celle de 1936.

### Géologie et relief
Deux plateaux beaucerons surplombent les deux vallées. Ce relief accidenté dû aux derniers contreforts du bassin parisien coupe le village en plusieurs hameaux.
Le sol est composé de zones alluvionnaires récentes, de terrains du Tertiaire moyen, de sables du Stampien.

### Climat
Pour des articles plus généraux, voir Climat du Centre-Val de Loire et Climat d'Eure-et-Loir.
En 2010, le climat de la commune est de type climat océanique dégradé des plaines du Centre et du Nord, selon une étude du CNRS s'appuyant sur une série de données couvrant la période 1971-2000. En 2020, Météo-France publie une typologie des climats de la France métropolitaine dans laquelle la commune est exposée à un climat océanique altéré et est dans la région climatique Sud-ouest du bassin Parisien, caractérisée par une faible pluviométrie, notamment au printemps (120 à 150 mm) et un hiver froid (3,5 °C).
Pour la période 1971-2000, la température annuelle moyenne est de 10,4 °C, avec une amplitude thermique annuelle de 14,4 °C. Le cumul annuel moyen de précipitations est de 636 mm, avec 10,9 jours de précipitations en janvier et 8 jours en juillet. Pour la période 1991-2020, la température moyenne annuelle observée sur la station météorologique de Météo-France la plus proche, sur la commune de Houx à 7 km à vol d'oiseau, est de 11,2 °C et le cumul annuel moyen de précipitations est de 622,1 mm,. Pour l'avenir, les paramètres climatiques de la commune estimés pour 2050 selon différents scénarios d'émission de gaz à effet de serre sont consultables sur un site dédié publié par Météo-France en novembre 2022.

## Urbanisme

### Typologie
Au 1er janvier 2024, Droue-sur-Drouette est catégorisée petite ville, selon la nouvelle grille communale de densité à 7 niveaux définie par l'Insee en 2022.
Elle appartient à l'unité urbaine d'Épernon, une agglomération inter-régionale dont elle est une commune de la banlieue,. Par ailleurs la commune fait partie de l'aire d'attraction de Paris, dont elle est une commune de la couronne,.

### Occupation des sols
L'occupation des sols de la commune, telle qu'elle ressort de la base de données européenne d’occupation biophysique des sols Corine Land Cover (CLC), est marquée par l'importance des territoires agricoles (40,7 % en 2018), en diminution par rapport à 1990 (52 %). La répartition détaillée en 2018 est la suivante : 
terres arables (40,4 %), forêts (31,7 %), zones urbanisées (23 %), zones industrielles ou commerciales et réseaux de communication (4,7 %), zones agricoles hétérogènes (0,3 %). L'évolution de l’occupation des sols de la commune et de ses infrastructures peut être observée sur les différentes représentations cartographiques du territoire : la carte de Cassini (XVIIIe siècle), la carte d'état-major (1820-1866) et les cartes ou photos aériennes de l'IGN pour la période actuelle (1950 à aujourd'hui).

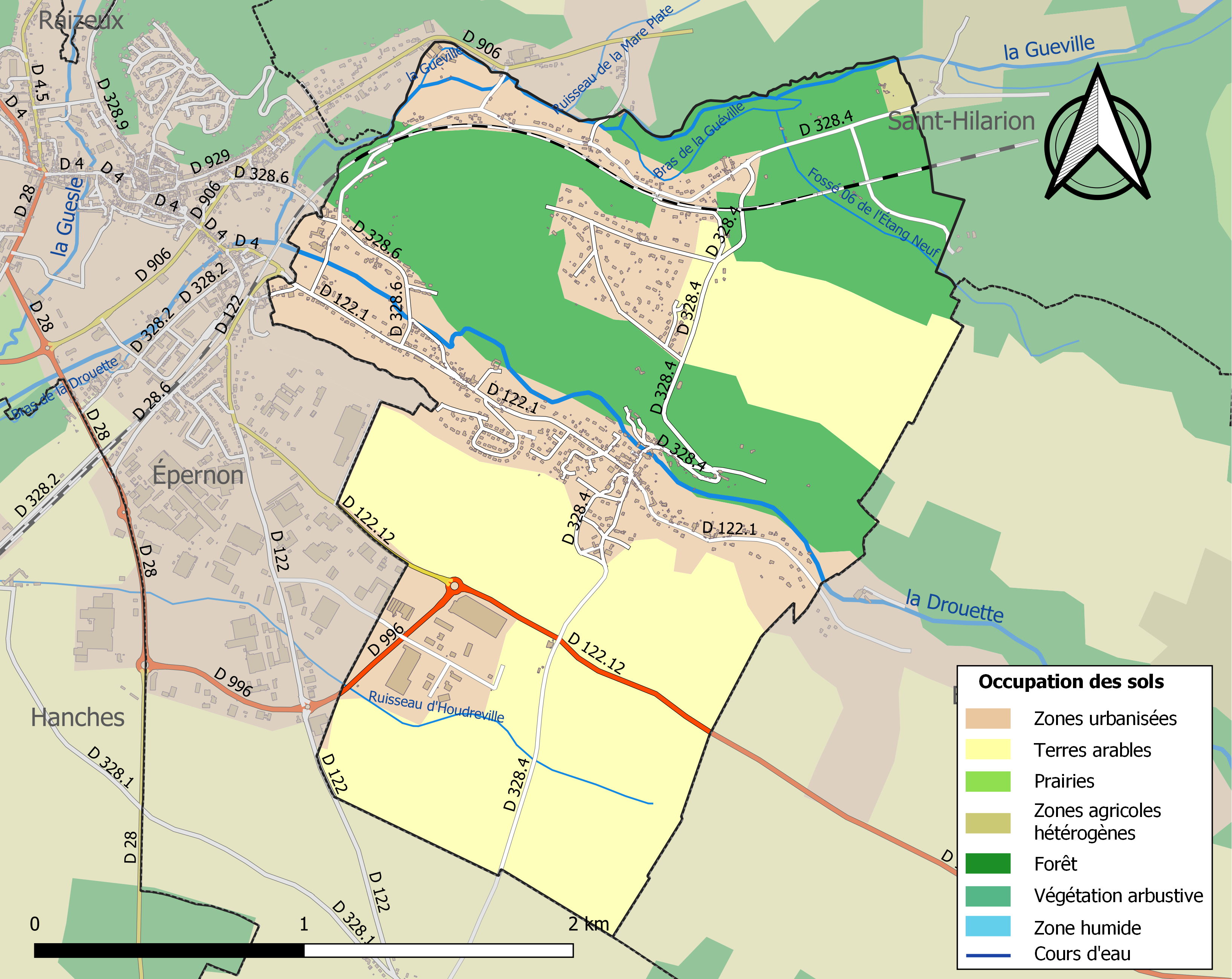
Carte des infrastructures et de l'occupation des sols de la commune en 2018 (CLC).

### Risques majeurs
Le territoire de la commune de Droue-sur-Drouette est vulnérable à différents aléas naturels : météorologiques (tempête, orage, neige, grand froid, canicule ou sécheresse), inondations, mouvements de terrains et séisme (sismicité très faible). Il est également exposé à un risque technologique, le transport de matières dangereuses. Un site publié par le BRGM permet d'évaluer simplement et rapidement les risques d'un bien localisé soit par son adresse soit par le numéro de sa parcelle.

#### Risques naturels
Certaines parties du territoire communal sont susceptibles d’être affectées par le risque d’inondation par débordement de cours d'eau et par une crue à  débordement lent de cours d'eau, notamment la Drouette et la Guéville. La commune a été reconnue en état de catastrophe naturelle au titre des dommages causés par les inondations et coulées de boue survenues en 1999 et 2016,.

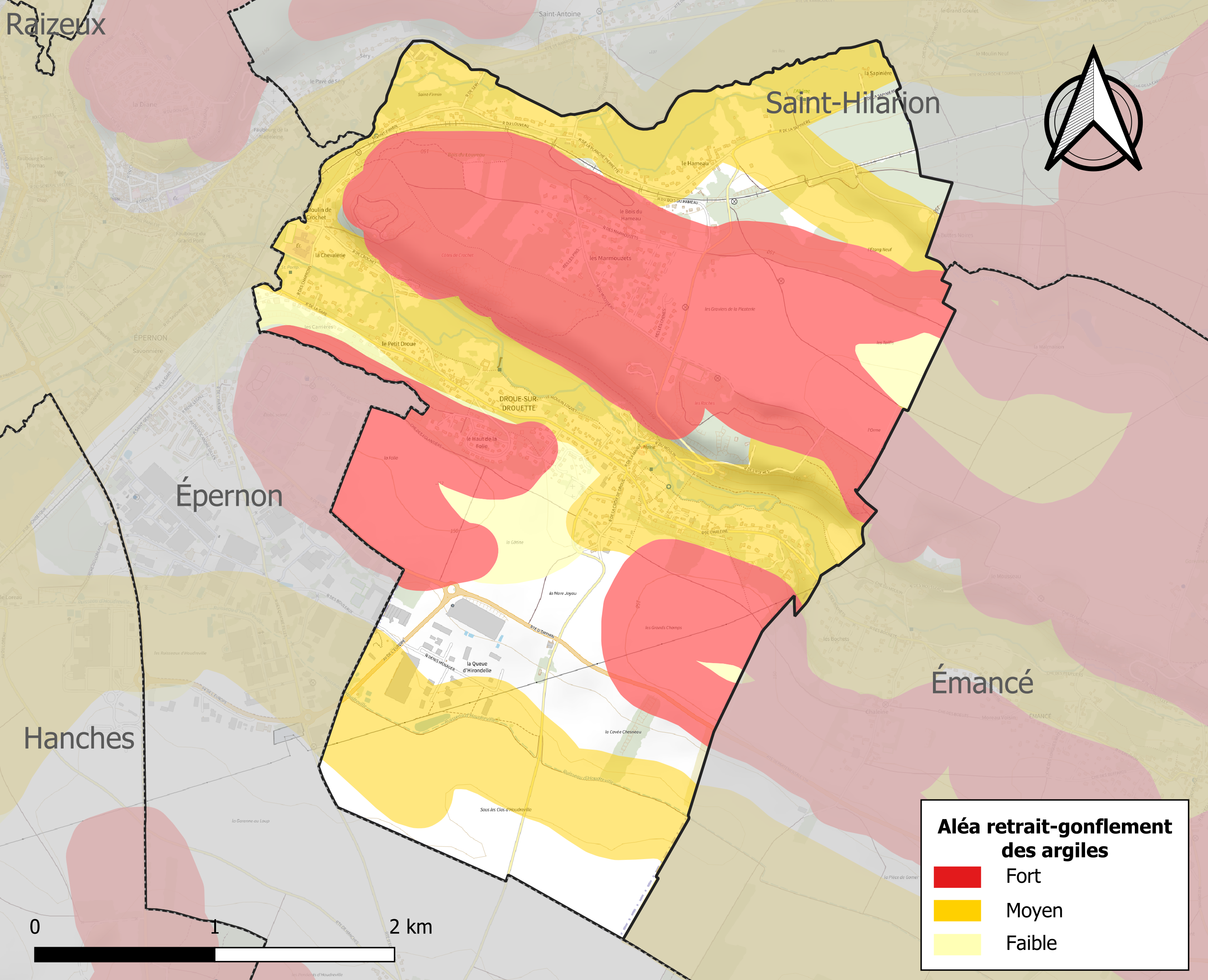
Carte des zones d'aléa retrait-gonflement des sols argileux de Droue-sur-Drouette.

La commune est vulnérable au risque de mouvements de terrains constitué principalement du retrait-gonflement des sols argileux. Cet aléa est susceptible d'engendrer des dommages importants aux bâtiments en cas d’alternance de périodes de sécheresse et de pluie. 79,8 % de la superficie communale est en aléa moyen ou fort (52,8 % au niveau départemental et 48,5 % au niveau national). Sur les 483 bâtiments dénombrés sur la commune en 2019, 434 sont en aléa moyen ou fort, soit 90 %, à comparer aux 70 % au niveau départemental et 54 % au niveau national. Une cartographie de l'exposition du territoire national au retrait gonflement des sols argileux est disponible sur le site du BRGM,.
Concernant les mouvements de terrains, la commune a été reconnue en état de catastrophe naturelle au titre des dommages causés par la sécheresse en 1989, 1991 et 2018 et par des mouvements de terrain en 1999.

#### Risques technologiques
Le risque de transport de matières dangereuses sur la commune est lié à sa traversée par des infrastructures routières ou ferroviaires importantes ou la présence d'une canalisation de transport d'hydrocarbures. Un accident se produisant sur de telles infrastructures est en effet susceptible d’avoir des effets graves au bâti ou aux personnes jusqu’à 350 m, selon la nature du matériau transporté. Des dispositions d’urbanisme peuvent être préconisées en conséquence.

## Toponymie
Le nom de la localité est attesté sous les formes Draava au IXe siècle, Droa en 1260.
En 1787, les registres paroissiaux utilisent le vocable Droue, du nom de la rivière qui la traverse et qui prit le nom de La Drouette au XXe siècle. C’est finalement lors de la réunion du conseil municipal du 16 août 1936 que la commune reçoit son vocable actuel : Droue-sur-Drouette.
La Droue, nom du cours supérieur de la Drouette, est l'ancien nom de toute la Drouette, affluent de l'Eure.
Le nom de "Drouette", originellement "la Droue", dérive d'une racine hydronymique dur-, dora, qui signifie « cours d'eau ».
Ses habitants sont les "dorasiens" et "dorasiennes", noms adoptés par le conseil municipal du 10 février 2000 à la suite d’une consultation des habitants.

## Histoire

### Préhistoire
Comme dans beaucoup de villages de France, des traces de préhistoire apparaissent : haches taillées, polies, meules... sur les plateaux bordant la rivière.

### Moyen Âge
Il faudra attendre 768 et l'acte royal de Pépin le Bref pour savoir que les bois locaux avaient déjà été donné au chapitre de Chartres, ce dernier ayant établi vers 88 une prêtrière au lieudit la Malmaison, commune actuelle d'Émancé. C'est de cette dernière que dépend la chapelle actuellement église paroissiale. L'existence est ancienne puisque lors d'une des diverses reconstructions de cette chapelle, il fut utilisé des pierres tombales mérovingiennes pour les bordures des plus petites fenêtres romanes côté sud. Le village en tant que châtellenie devait dépendre tout d'abord des Montfort établi à Épernon puis du duché d'Épernon sans omettre des dîmes et autres tailles à l'évêché de Chartres.

### Ancien Régime
Un différend avec ces seigneurs eut lieu, le comte de Toulouse fils du roi devint propriétaire du château de Rambouillet après Fleuriau d'Armenonville qui dut le lui céder, le comte voulut étendre les chasses du château et demanda au chapitre de bien vouloir où vendre où louer les terres de la Malmaison, mais Armenonville fit tant que cela ne put se faire et il fallut attendre sa mort pour que le chapitre n'accorde un bail au duc de Penthièvre. C'est sur cette base de terres de chasse que se fit la séparation des départements, Droue ayant les terres de Bailleau-Armenonville resta en Eure-et-Loir tandis qu'Émancé faisait partie de la Seine-et-Oise.

### Révolution française et Empire
Le fait de dépendre du chapitre de Chartres fit que lors des États généraux de 1789, ses représentants devaient voter à Chartres à la différence d'Épernon qui votait à Montfort-l'Amaury. Afin de préparer le cahier des doléances, la population se réunit le 1er mars 1789 sous la houlette de Joseph François Nicolas Vesque, lieutenant de bailliage, et 20 comparants sur les 43 inscrits sont présents et sept seulement vont signer et élisent pour le lendemain Étienne Denis pour les représenter à Chartres.
Une des premières mesures prises fut de réunir les diverses paroisses locales et surtout les biens dits de la "fabrique" pour n'en faire qu'un au profit d'Épernon. En 1793, la cloche fut fondue, les biens intérieurs furent volés par les responsables d'Épernon, l'église n'étant plus entretenue, elle menaça de s'effondrer...

### Époque contemporaine

#### XIXesiècle
La guerre de 1870 : faisant partie de la ceinture du bassin parisien, les troupes des envahisseurs prussiens et bavarois contournant Paris, devaient le plus vite possible envahir la France et surtout empêcher l'Armée de la Loire de se constituer. Aux bataillons des gardes nationaux de défendre la patrie. Le 4 octobre, c'est ce que firent les nommés Martin, Ringuenoir, Roger, Lehongre, Ravet, Charlier et Babouin à la ferme du Mousseau. Assiégés, ils se défendirent comme ils purent contre tout un bataillon, seul le dernier put sortir de la ferme avant qu'elle ne soit détruite par le feu. les morts n'eurent même pas le droit d'avoir une inhumation digne de ce nom, les troupes de l'occupant refusant aux habitants d'y assister.

## Politique et administration

### Liste des maires
| Période                                  | Période   | Identité              | Étiquette | Qualité     |
| ---------------------------------------- | --------- | --------------------- | --------- | ----------- |
|                                          | mars 1995 | Georges Besnard       |           | Agriculteur |
| mars 1995                                | mars 2001 | Christian Cottinet    |           |             |
| mars 2001                                | mars 2014 | Gérard Mialhe         |           |             |
| mars 2014                                | mai 2020  | Jean-Pierre Gérard    | DVD       | Ingénieur   |
| mai 2020                                 | En cours  | Jean-François Buliard |           | Retraité    |
| Les données manquantes sont à compléter. |           |                       |           |             |

## Population et société

### Démographie
L'évolution du nombre d'habitants est connue à travers les recensements de la population effectués dans la commune depuis 1793. Pour les communes de moins de 10 000 habitants, une enquête de recensement portant sur toute la population est réalisée tous les cinq ans, les populations de référence des années intermédiaires étant quant à elles estimées par interpolation ou extrapolation. Pour la commune, le premier recensement exhaustif entrant dans le cadre du nouveau dispositif a été réalisé en 2008.

En 2022, la commune comptait 1 204 habitants, en évolution de −3,76 % par rapport à 2016 (Eure-et-Loir : −0,23 %, France hors Mayotte : +2,11 %).
| 1793 | 1800 | 1806 | 1821 | 1831 | 1836 | 1841 | 1846 | 1851 |
| ---- | ---- | ---- | ---- | ---- | ---- | ---- | ---- | ---- |
| 210  | 257  | 217  | 207  | 221  | 209  | 208  | 207  | 201  |

| 1856 | 1861 | 1866 | 1872 | 1876 | 1881 | 1886 | 1891 | 1896 |
| ---- | ---- | ---- | ---- | ---- | ---- | ---- | ---- | ---- |
| 180  | 203  | 215  | 208  | 271  | 288  | 299  | 280  | 290  |

| 1901 | 1906 | 1911 | 1921 | 1926 | 1931 | 1936 | 1946 | 1954 |
| ---- | ---- | ---- | ---- | ---- | ---- | ---- | ---- | ---- |
| 287  | 283  | 253  | 218  | 211  | 224  | 228  | 215  | 230  |

| 1962 | 1968 | 1975 | 1982 | 1990  | 1999  | 2006  | 2008  | 2013  |
| ---- | ---- | ---- | ---- | ----- | ----- | ----- | ----- | ----- |
| 273  | 373  | 657  | 849  | 1 054 | 1 123 | 1 219 | 1 246 | 1 260 |

| 2018  | 2022  | - | - | - | - | - | - | - |
| ----- | ----- | - | - | - | - | - | - | - |
| 1 231 | 1 204 | - | - | - | - | - | - | - |

## Culture locale et patrimoine

### Lieux et monuments

#### L'église Saint-Pierre
Autrefois chapelle, elle dépendait de la prêtrière de la Malmaison, actuellement sur la commune d'Émancé (Yvelines). La prêtrière aurait été donnée du temps de Charlemagne aux chanoines de la cathédrale de Chartres. On peut dater de cette époque la base de l'édifice construite en "arête dite de poisson" ; on peut également trouver la trace de petites fenêtres romanes. Mais comme souvent dans les villages de Beauce et de sa région, les destructions ont eu lieu, elle fut reconstruite toujours en période romane. D'autres fenêtres plus grandes d'ailleurs sont aussi visibles, l'une d'elles est faite de sarcophages mérovingiens. Une reconstruction ultérieure à la suite des guerres de religion fut faite à nouveau, ouverture de portes, de fenêtres, et construction d'une galerie. Une fenêtre gothique flamboyante fait son apparition.
À la Révolution, cela aurait pu être sa fin, la fabrique de Droue, regroupée avec celles d'Épernon, elle ne fut plus entretenue, non seulement cela mais la population voisine vint prendre lors de l'absence des habitants, sa cloche, son mobilier d'intérieur. Et ce fut grâce à la volonté du maire que l'église condamnée par le préfet put être conservée.
Celle-ci restaurée grâce à la volonté du maire Christian Cottinet fut entièrement restaurée et se retrouve être un des plus beaux joyaux des églises de campagne de la région.

L'église Saint-Pierre
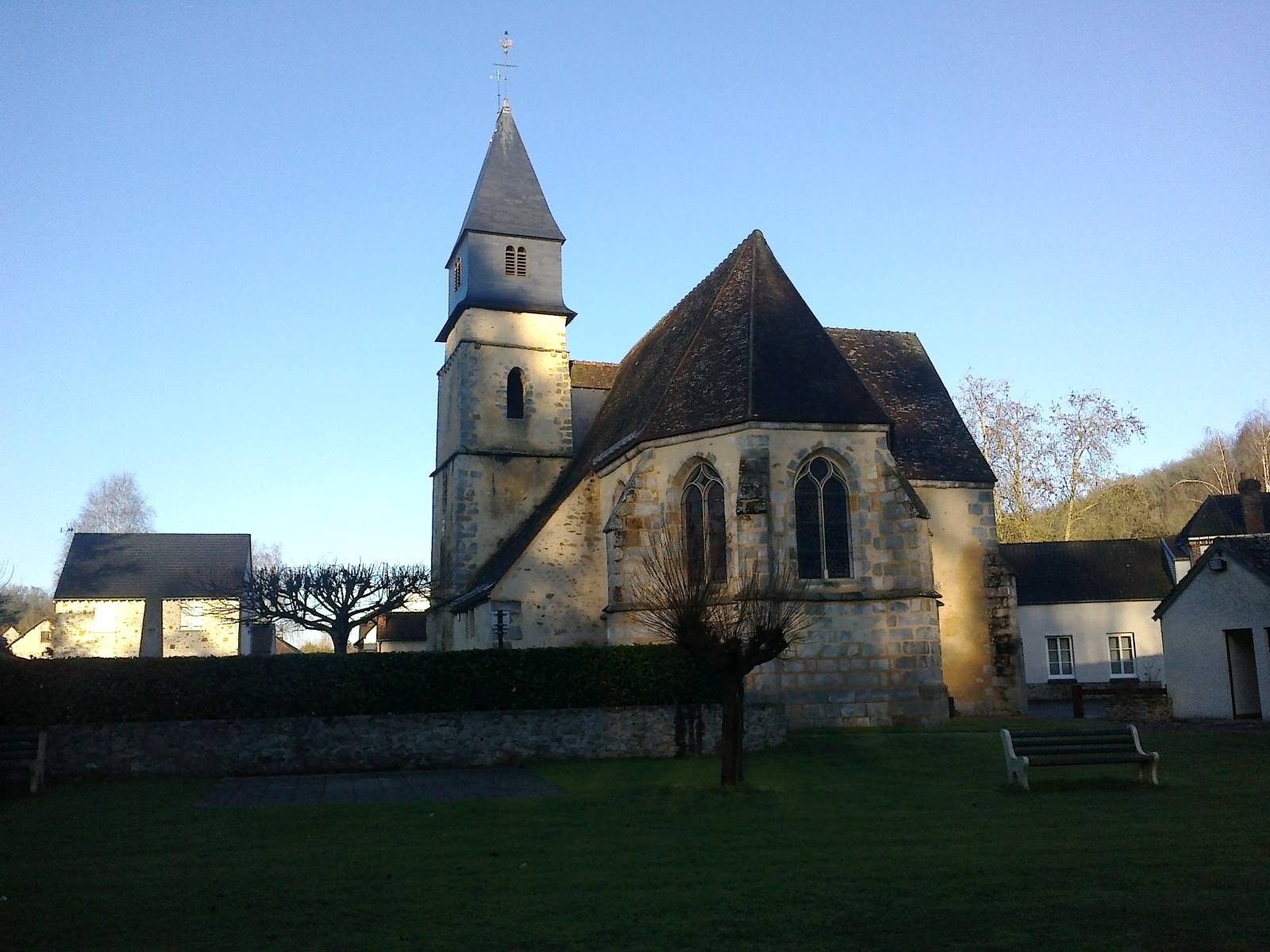
Chevet.
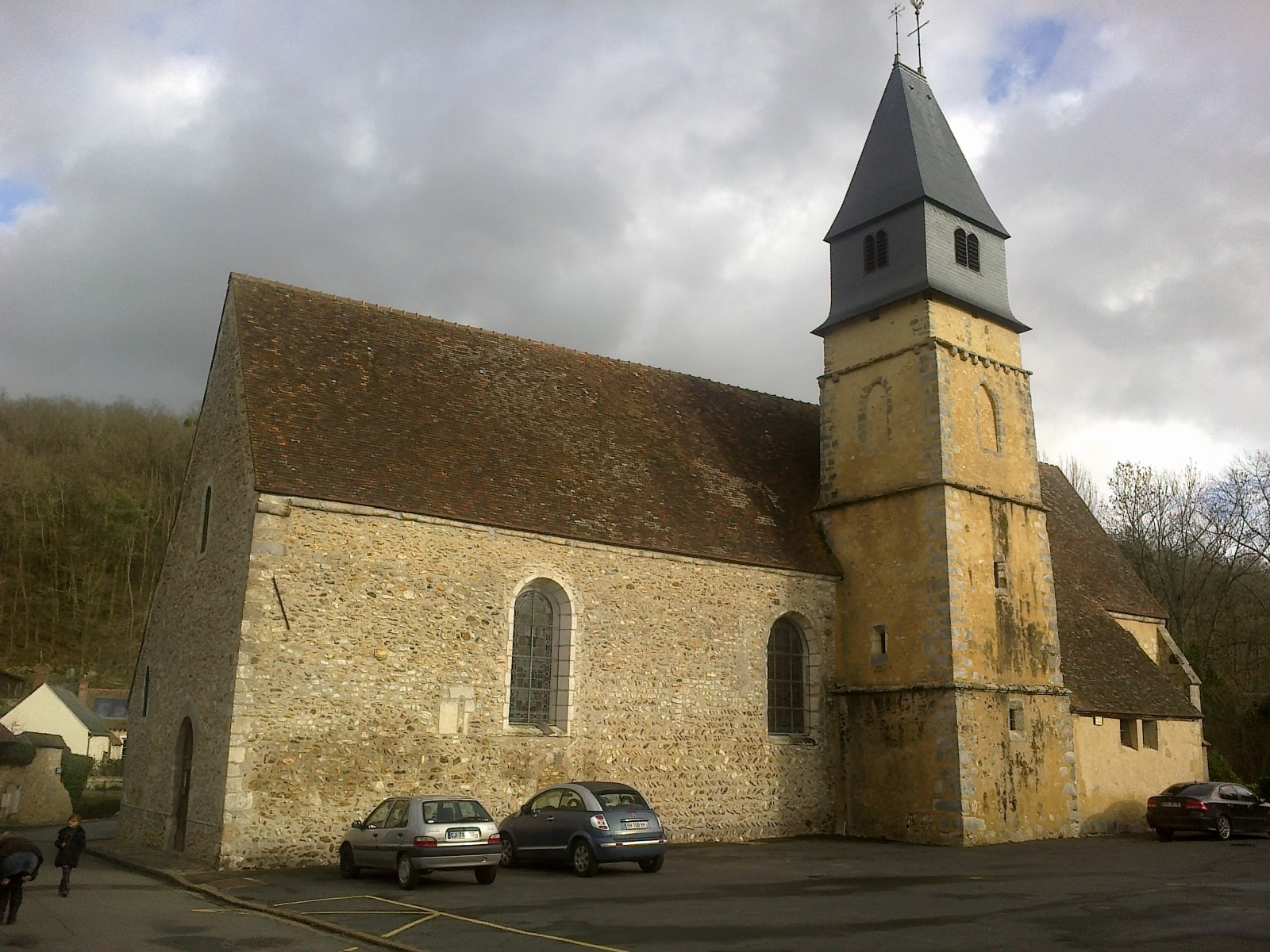
Mur sud.
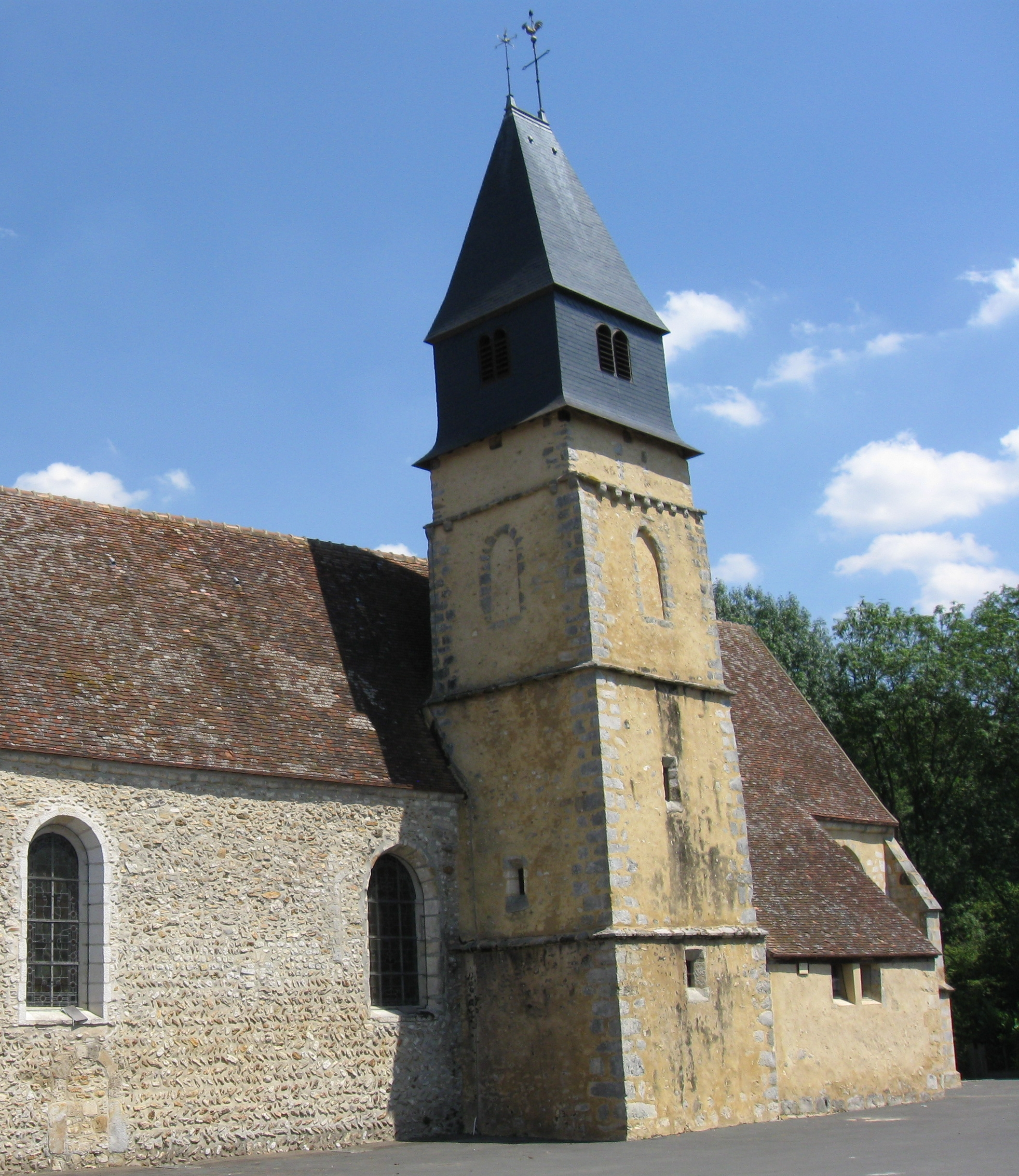
Clocher.
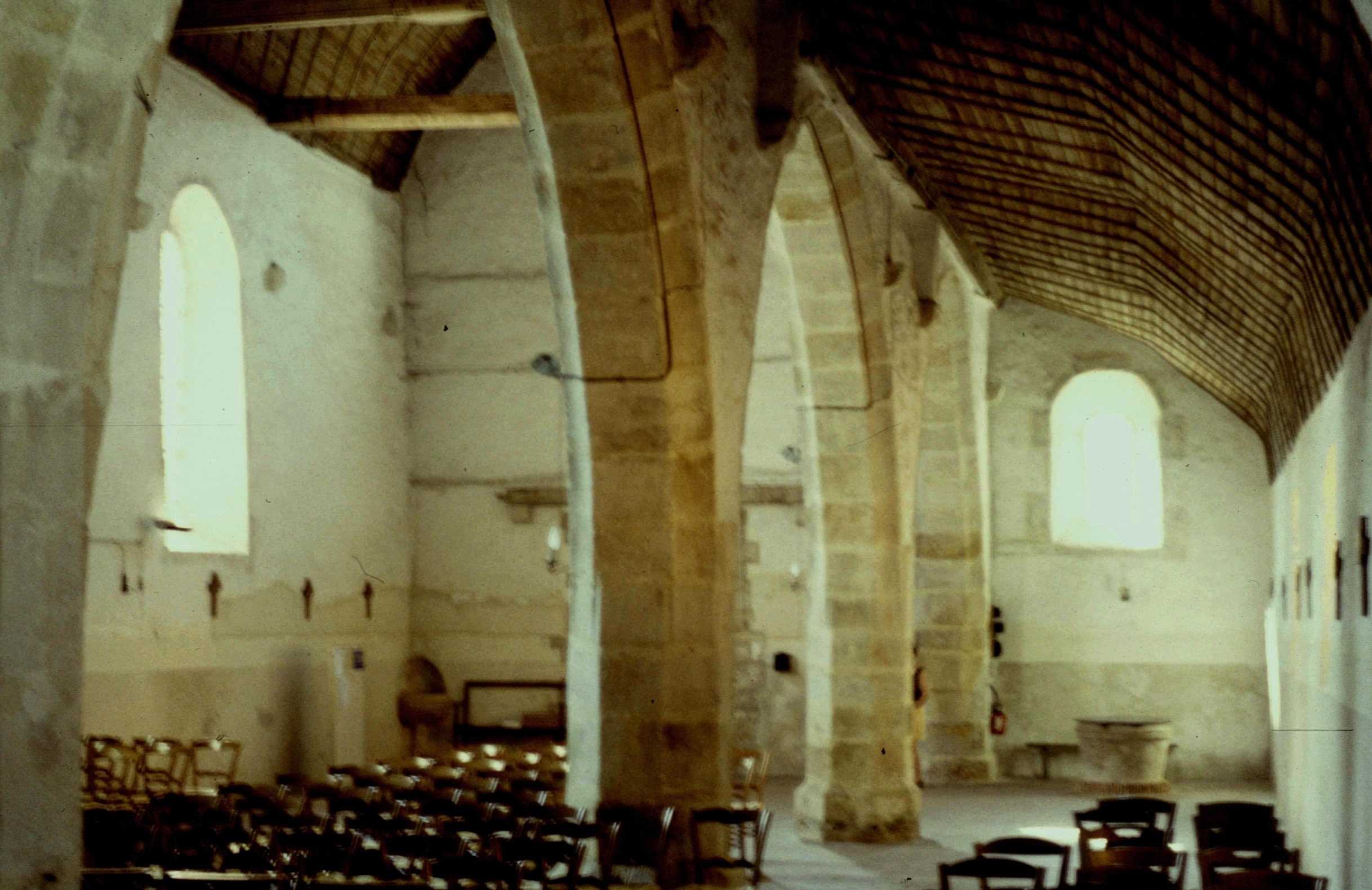
Nef.
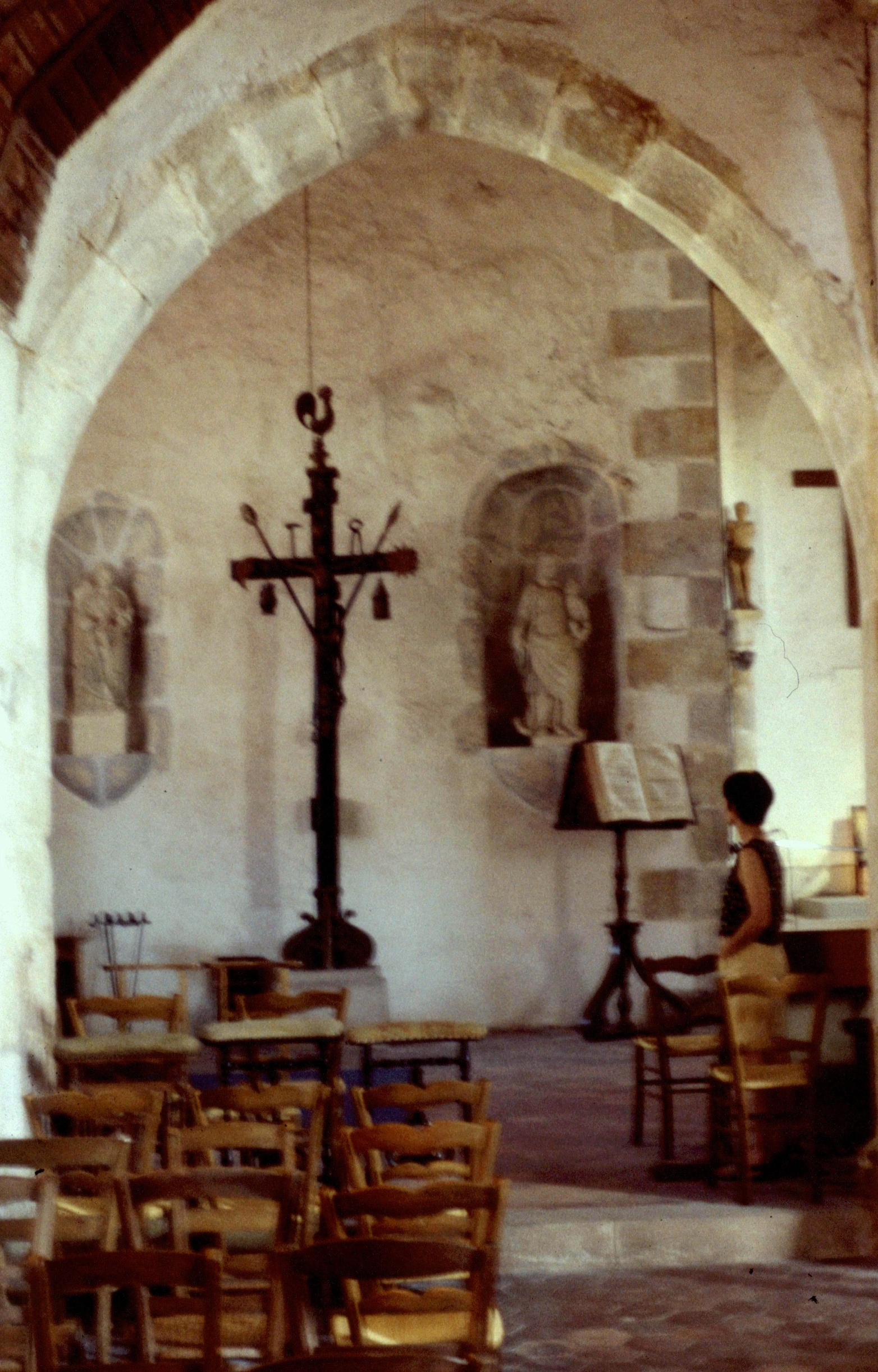
Abside intérieure.

#### Les carrières
Depuis fort longtemps, les carrières de grès furent exploitées dans la commune, la rivière la Droue à l'époque fut même canalisée par Vauban afin de pouvoir faire transporter les grès extraits des carrières entre 1685 et 1689 pour les travaux de l'aqueduc de Maintenon, prévu pour le transport des eaux de l'Eure de Pontgouin au château de Versailles par le canal Louis XIV. Mais la guerre passant par là, les travaux cessèrent en 1689. Plus tard, lors de la Révolution, un projet surgira pour permettre à ce canal, tout en l'agrandissant, d'aller de Chartres à Paris, mais ce projet resta sans suite.
Pour les carrières, il a fallu attendre 1835 pour que localement on eut l'idée de faire des finances avec ces carrières, jusqu'alors, si on avait besoin de pierres de grès, on se servait. Mais en cette année 1835, la municipalité mis à bail ces carrières pour 99 ans afin d'en tirer profit. De nombreux carriers se succédèrent les uns après les autres, parmi les plus importants on relèvera un certain Wisse d'origine suisse qui en tirait des meules afin de broyer le kaolin pour le Limousin ; il y eut aussi madame Deshoullières, messieurs Pernot, Mauduit, les frères Quéhan les uns pour des pavés, les autres des marches, certains comme le dernier plus spécialement pour les pavés de Paris. On pouvait y voir des ponts de bois, des lignes Decauville et même un téléphérique. Mais c'est surtout à partir de 1845, lors du passage du train à Épernon, que ces carrières de grès ont pu prendre un tel essor. Des carrières de meules de moulin sur l'autre rive versant sud de la rivière ont également pu voir le jour. La qualité de dureté de cette pierre était si bonne que les meules produites par les sociétés fertoises sont parties dans l'ensemble des continents.

### Personnalités liées à la commune
- Robert Bresson (1901-1999), cinéaste français, y est décédé.
- Georges Sadoul (1904-1967), historien du cinéma et critique, y est enterré.
- Pierre Richard (1934- ), acteur et réalisateur, y a sa résidence secondaire[22].
- Le comédien Victor Lanoux (1936-2017) s'est marié dans cette commune le 18 décembre 2007 et y possédait une maison[23].